# El porc senglar de Barcelona
El porc senglar de Barcelona és una escultura situada a la plaça de Palestina, al barri de Sant Genís dels Agudells de Barcelona. Inaugurada el 21 de maig de 2019, quan es va remodelar la plaça, és obra de l'escultor Jorge Egea, professor de la Facultat de Belles Arts de Barcelona. Feta en bronze, representa un senglar en una pose més aviat burleta, en referència a la presència habitual d'aquest animal al barri, que baixa de la serra de Collserola en busca d'aliment.